# Gordon Borberg
Gordon Borberg (* 23. Februar 1978 in Gelsenkirchen) ist ein deutscher Eishockeyspieler (Verteidiger), der zurzeit beim EC Peiting in der Oberliga spielt.

## Karriere
Borberg begann seine Karriere in der Saison 1995/96 beim EC Peiting in der 1. Liga Süd und wechselte zur Spielzeit 1996/97 zum EHC Freiburg.
In der Saison 1997/98 stand Borberg beim TSV 1862 Erding unter Vertrag, bevor er beim Deggendorfer SC einen Vertrag für das Spieljahr 1998/99 unterschrieb. Borberg spielte auch in der Folgesaison für Deggendorf, bevor er zu Beginn der Saison 1999/00 zu den Straubing Tigers in die 2. Bundesliga wechselte.
Nach seiner Zeit bei den Straubing Tigers ging Borberg in der Spielzeit 2003/04 in die DEL zu den Hannover Scorpions, bei denen er auch die Saison 2004/05 begann, bevor er wieder zu den Straubing Tigers zurückkehrte, mit denen ihm in der Saison 2005/06 der Aufstieg in die DEL gelang.
Zur Saison 2006/07 wechselte Borberg zum EHC München, bei dem er als Kapitän fungierte und mit der Rückennummer 78 auflief. Borberg verlängerte seinen Vertrag und spielte auch in der Saison 2007/08 trotz einer schweren Verletzung für München zu Ende.
Im März 2008 wurde bekannt, dass Borberg den EHC München nach der Saison 2007/08 verlassen wird und er zu seinem Heimatverein, dem EC Peiting, in die Oberliga zurückkehren wird.

## Karrierestatistik
(Legende zur Spielerstatistik: Sp oder GP = absolvierte Spiele; T oder G = erzielte Tore; V oder A = erzielte Assists; Pkt oder Pts = erzielte Scorerpunkte; SM oder PIM = erhaltene Strafminuten; +/− = Plus/Minus-Bilanz; PP = erzielte Überzahltore; SH = erzielte Unterzahltore; GW = erzielte Siegtore; 1 Play-downs/Relegation; Kursiv: Statistik nicht vollständig)